# Coyame, Veracruz
Coyame är en ort i Mexiko.   Den ligger i kommunen Catemaco och delstaten Veracruz, i den sydöstra delen av landet, 400 km öster om huvudstaden Mexico City. Coyame ligger 362 meter över havet och antalet invånare är 241. Den ligger vid sjön Laguna Catemaco.
Terrängen runt Coyame är huvudsakligen kuperad, men åt sydväst är den platt. Terrängen runt Coyame sluttar norrut. Runt Coyame är det ganska tätbefolkat, med 70 invånare per kvadratkilometer. Närmaste större samhälle är Catemaco, 9,6 km väster om Coyame. Omgivningarna runt Coyame är en mosaik av jordbruksmark och naturlig växtlighet.